# Oxytropis sata-kandaonensis
Oxytropis sata-kandaonensis är en ärtväxtart som beskrevs av I.T. Vassilczenko. Oxytropis sata-kandaonensis ingår i släktet klovedlar, och familjen ärtväxter. Inga underarter finns listade i Catalogue of Life.